# 米桑省
米桑省（阿拉伯语：‎）是伊拉克十九省之一，位於該國東部，東鄰伊朗。首府阿馬拉。以什葉派伊斯蘭教徒為主，也是沼澤阿拉伯人的家園。面积16,072km²。2007年，省长是Adil Muhawdar Radi。
1976年以前稱阿馬拉省。